# Tiffani DiGivanni
Tiffani DiGivanni (Albuquerque, Nuevo México; 26 de enero de 1986 - Los Ángeles; 1 de octubre de 2007) fue una actriz pornográfica estadounidense.

## Biografía

### Inicios
Tiffani nació y se crio en Albuquerque, Nuevo México. De niña soñaba con convertirse en médico y era muy buena estudiante en el instituto. Con 18 años se quedó embarazada y dio a luz a una niña.
Teniendo una talla natural 80 de pecho, en febrero de 2005, tras dar a luz a su hija, Tiffani se sometió a una operación de aumento de pecho, pasando de una talla 80 a una talla 105.

### Carrera como actriz porno
Comenzó a trabajar en la industria del porno en mayo de 2005, apareciendo en la revista Hustler y en un reducido número de películas pornográficas. Hustler le ofreció un contrato exclusivo que rechazó por no estar de acuerdo con sus términos.

## Vida personal
Tiffani mantuvo una relación sentimental de nueve meses con el abogado especialista en la industria del porno Michael Fattorosi, que la representó mientras luchaba por la custodia de su hija.
Se suicidó el 1 de octubre de 2007, apenas 6 meses después de dejar la industria del porno.